# Хорошавинский
 Хорошавинский  — посёлок в Оршанском районе Республики Марий Эл. Входит в состав Марковского сельского поселения.

## География
Находится в северной части республики Марий Эл на расстоянии приблизительно 12 км по прямой на запад от районного центра посёлка Оршанка.

## История
Образован посёлок в 1943 году с названием 45-й км. Первыми рабочими были немецкие военнопленные, привезённых на заготовку леса. Лесопункт входил в Йошкар-Олинский леспромхоз. Затем на поселение привезли крымских татар. В 1973 года посёлки 45-й км и 46-й км были объединены в посёлок Хорошавинский. С 1980 года в посёлок стали приезжать сезонные рабочие из Молдавии, некоторые впоследствии остались здесь жить. В 2003 году в посёлке Хорошавинский числилось 76 хозяйств и 37 дачных участков.

## Население
Население составляло 123 человека (русские 64 %) в 2002 году, 124 в 2010.